# (359) Georgia
(359) Georgia est un astéroïde de la ceinture principale découvert par Auguste Charlois le 10 mars 1893.